# Acacia montana
Acacia montana — вид квіткових рослин з родини бобових. Ареал: Австралія (Вікторія, Південна Австралія, Квінсленд, Новий Південний Уельс).

## Середовище
Росте у відкритих чагарниках або відкритому лісі. Найчастіше зустрічається в малле в піщаному червоноземі. Його можна асоціювати з Eucalyptus gracilis і E. socialis.

## Біоморфологічна характеристика
Цей вид є розпростертим кущем до 4 метрів заввишки, іноді описується як невелике дерево.